# Felix Fausto
Felix Fausto é um dos vilões de quadrinhos produzidos pela DC Comics. Ele é um feiticeiro inimigo da Liga da Justiça.

## Origem
Um dos mais poderosos inimigos da Liga da Justiça. Estudou línguas mortas em Viena, arqueologia em Londres, história em Sorbonne; visitou as ruínas de Ur e Lagash na Caldeia, famosa por seus magos...
Conseguiu também uma cópia do lendário Necronomicon, livro de magia negra escrito por Abdul Alhazred, um árabe.
Com todas as pesquisas, Fausto conseguiu conjurar os demônios Abnegazar, Rath e Gast da Dimensão Prisão dos Demônios. O feiticeiro precisava dos artefatos Jarra, Sino e Roda para libertar os perversos seres. Estes advertiram-no de que precisava de superpoderes para poder passar pelos guardiões dos respectivos artefatos. Daí lhe ocorreu a ideia de lograr a Liga da Justiça para conseguir atingir suas metas. A Liga caiu em sua conversa, derrotou os guardiões dos artefatos e os trouxe. Fausto libertou os demônios, mas a Liga conseguiu novamente aprisiona-los.

## Carreira criminosa
Além disto, o vilão já deu dor de cabeça a Liga outras vezes. Ele já se associou aos Campeões do Crime. Uma vez, ele criou magicamente 2 clones de si enquanto dormia na cadeia.
Outra vez, ele ressuscitou Trimegistrus a fim de que este lhe ensinasse o segredo da imortalidade. O que houve foi que Trimegistrus ficou com ódio por ter sido ressuscitado, e tornou mais tênue a linha que divide os vivos dos mortos. O resultado é que os membros da Liga da Justiça começaram a rever fantasmas de pessoas mortas ligadas as suas vidas. Na máxissérie 52, Fausto tenta obter a alma de Ralph Dibny (Homem-Elástico) e entregá-la ao demônio Neron no lugar da sua.

## Filho
Felix Fausto teve um filho, Sebastian Fausto. Felix Fausto vendeu a alma do filho ao demônio para conseguir seus poderes. O fato é que o filho ficou sem alma, mas também com poderes mágicos. Sebastian certa vez integrou uma formação dos Renegados. Recentemente ele fez parte dos Sentinelas da Magia. Ele não pode ter sentimentos.

## Vertigo
Felix Fausto apareceu numa festa de feiticeiros na minissérie Os Livros da Magia, onde discutia com Wizard que ele não podia transformar um sapo num de raça diferente. Wizard o desafiou claramente para um duelo, mas Fausto declinou.

## Poderes
Felix Fausto possui vastos poderes mágicos. Quando ele tinha conseguido os artefatos Jarra, Sino e Roda, Abnegazar, Rath e Gast aumentaram ainda mais estes poderes, mas era um aumento temporário, uma vez que os demonios foram novamente aprisionados.

## Outras mídias
É pouco lembrado, mas na última temporada de Superamigos, Felix Fausto apareceu, e era companheiro de cela de O Pinguim. Fausto havia feito um ritual mágico capaz de transferir-lhe os poderes de Superman para si, mas quando estava quase os recebendo, o Pinguim se meteu na frente, ficando com os poderes para si. Felizmente, a Liga da Justiça, usando de kryptonita, fez com que Pinguim aceitasse retornar os poderes ao Homem de aço....
Já no recente desenho animado Liga da Justiça, Fausto apareceu de novo, onde foi dublado originalmente por Robert Englund (o Freddy Krueger da Hora do Pesadelo), dando-lhe um aspecto extremamente sinistro.
No seriado Constantine da NBC, na primeira temporada no episódio 10, "Quid pro quo", exibido pela primeira vez em 23 de janeiro de 2015, Fausto (interpretado pelo ator Mark Margolis) aparece como inimigo de John Constantine, o protagonista do seriado.